# بجاجة (كدية بني دغوغ)
بجاجة هي إحدى مشيخات المملكة المغربية، تتبع جغرافيا لإقليم سيدي بنور وإداريًا لكدية بني دغوغ. يقدر عدد سكانها بـ 3733 نسمة حسب الإحصاء الرسمي للسكان والسكنى لسنة 2004.